# Список Героев Советского Союза (Молдова)
Список Героев Советского Союза родившихся в Молдавской ССР.

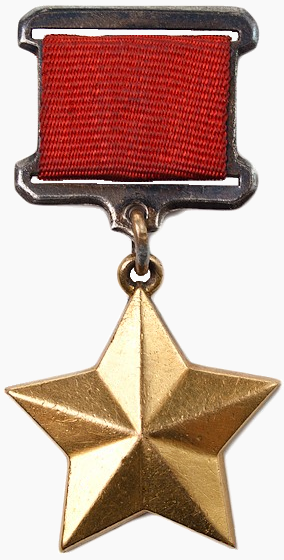
Медаль «Золотая Звезда» — вручалась Героям Советского Союза

- Дни рождения указаны по новому стилю.

| №  | Фамилия, Имя Отчество              | Дата рождения         | Населённый пункт МССР                   | Дата Указа о награждении |
| -- | ---------------------------------- | --------------------- | --------------------------------------- | ------------------------ |
| 1  | Болгарин, Сергей Иванович          | 10 октября 1925 года  | Слободзейский р-н, с. Коротное          | 24 марта 1945 года       |
| 2  | Бочковский, Владимир Александрович | 28 июня 1923 года     | г. Тирасполь                            | 26 апреля 1944 года      |
| 3  | Вершигора, Пётр Петрович           | 16 мая 1905 года      | Каменский р-н, с. Севериновка           | 7 августа 1944 года      |
| 4  | Добровольский, Юрий Антонович      | 18 февраля 1911 года  | г. Бельцы                               | 22 июня 1956 года        |
| 5  | Жарчинский, Фёдор Иванович         | 1 июля 1914 года      | Каменский р-н, с. Рашково               | 27 июня 1945 года        |
| 6  | Карпенко, Аким Павлович            | 17 сентября 1915 года | Жил в Бендерах                          | 13 марта 1944 года       |
| 7  | Коваль, Иван Нестерович            | 28 мая 1920 года      | Каменский р-н, г. Каменка               | 26 октября 1943 года     |
| 8  | Колесниченко, Степан Калинович     | 24 декабря 1913       | Григориопольский р-н, с. Гыртоп         | 2 сентября 1943 года     |
| 9  | Красилов, Алексей Павлович         | 15 марта 1921 года    | г. Кишинёв                              | 15 мая 1946 года         |
| 10 | Лебеденко, Никита Федотович        | 28 мая 1899 года      | жил в с. Новые Кирганы Кагульского р-на | 23 сентября 1944 года    |
| 11 | Машкауцан, Шабса Менделевич        | 6 января 1924 года    | г. Оргеев                               | 29 апреля 1945 года      |
| 12 | Осадчий, Семён Кузьмич             | 1904 год              |                                         | 31 декабря 1936 года     |
| 13 | Павлоцкий, Михаил Аркадьевич       | 5 февраля 1922 года   | г. Тирасполь                            | 16 октября 1943 года     |
| 14 | Плугарёв, Михаил Михайлович        | 16 сентября 1912 года | Жил в Кишинёве                          | 17 ноября 1943 года      |
| 15 | Полецкий, Сергей Иванович          | 25 сентября 1907 года | г. Бендеры                              | 5 мая 1945 года          |
| 16 | Соколов, Анатолий Михайлович       | 2 декабря 1911 года   | г. Кишинёв                              | 12 апреля 1942 года      |
| 17 | Солтыс, Ион Сидорович              | 5 сентября 1923 года  | Каменский р-н, с. Кузьмин               | 10 апреля 1945 года      |
| 18 | Сорокин, Григорий Михайлович       | 8 июня 1914 года      | Дубоссарский р-н, с. Дороцкое           | 31 мая 1945 года         |
| 19 | Фёдоров, Евгений Константинович    | 10 апреля 1910 года   | г. Бендеры                              | 22 марта 1938 года       |
| 20 | Фролов, Николай Михайлович         | 14 октября 1924 года  | Жил в Кишинёве                          | 24 марта 1944 года       |
| 21 | Черниенко, Георгий Георгиевич      | 25 декабря 1907 года  | г. Тирасполь                            | 24 июля 1943 года        |
| 22 | Щербинко, Павел Андреевич          | 28 ноября 1904 года   | г. Тирасполь                            | 25 октября 1943 года     |

23   Карма́нов Афанасий Георгиевич